# Personality Kid
Pour plus de détails, voir Fiche technique et Distribution.
Personality Kid est un film américain réalisé par George Sherman, sorti en 1946.

## Fiche technique
- Titre français : Personality Kid
- Réalisation : George Sherman
- Scénario : Lewis Helmer Herman, William Sackheim et Cromwell McKechnie
- Direction artistique : Cary Odell
- Photographie : Henry Freulich
- Montage : Richard Fantl (en)
- Société de production : Columbia Pictures
- Pays de production : États-Unis
- Format : Noir et blanc - 1,37:1
- Genre : aventure
- Durée : 62 minutes
- Date de sortie : 1946

## Distribution
- Anita Louise : Laura Howard
- Michael Duane : Harry Roberts
- Ted Donaldson (en) : Davey Roberts
- Barbara Brown : Mme Roberts
- Bobby Larson : Albert Partridge
- Oscar O'Shea : Officier O'Brien
- Harlan Briggs (en) : Mr Howard
- Regina Wallace (en) : Mme Partridge
- Edythe Elliott (en) : Mme Howard